# 陶公廟
陶公廟（とうこうびょう）は、中華人民共和国湖南省長沙市長沙県㮾梨街道にある道観（道教寺院）である。陶公廟は山門、劇場、石梯、大殿と偏殿ごつの部分から構成して、敷地は11畝、建築面積1852平方メートル。

## 歴史
南北朝時代の南朝梁の天監三年（504年）、地元の民衆が晋の太尉陶侃の孫の陶淡と甥の陶煊を記念して設立。唐代の『晋書』列伝六十四隠逸に「於長沙臨湘山中結廬居之、養一白鹿以自偶」と記されている。清の同治年間の『長沙県志』に「陶公二真人廟、在明道都六甲㮾梨市……相伝廟建自梁天監中、迄今千餘年矣。清乾隆中衆姓捐資重修……亢旱水災、祈祷輒応。咸豊二年以保護危城、真人叔侄と同県李公真人倶膺封号。十一年三月礼部議奏、准予列入祀典」と記録されている。
清の同治十一年（1872年）、同治帝から「民賴恩福」の額を賜った。光緒二十一年（1895年）、「三湘霖雨」の額を湖南巡撫呉大澂が書いた。
1966年、毛沢東が文化大革命を発動し、道観の宗教活動は中止に追い込まれた。紅衛兵により対道観などの宗教施設が徹底的に破壊された。観内のすべての文化財が消えた。1986年、長沙市人民政府は道観を長沙市重点文物保護単位に認定した。1988年は道観の戯台と山門を重修した。1990年に道観が宗教活動に回復する。1994年に大規模な再建が行われ、扁額は歴史の資料として再び書かれた。1996年、湖南省人民政府は道観を湖南省重点文物保護単位に認定した。

## 建築
- 山門。山門の中門門額を掛けて「臨湘山」の額。山門の両側の対聯に云く：「山中宰相、陸地神仙」。横額「紫府」、「丹邱」。楹聯「立徳不朽、有仙則名」、「六朝遺廟、千年名山」。左側「康衢」の門の対聯に云く：「鴉林滴翠、獅嶺流丹」。右側「道岸」の門の対聯に云く：「竹林春靄、朗水波深」。

- 戯楼。原名大観楼。「古楼」の扁額は翁同龢の揮毫である。

- 大殿。外檐正中の「徳化无疆」の扁額は朱熹（1169年）の揮毫である。左側の額「御甾捍忠」は、民国十一年（1922年）当時の湖南省長の趙恒錫の揮毫である。右側の額「仙骨仏心」は道光二十年（1847年）は湖南布政使万貢珍が書いた。「慰満三農」の額は湖南布政使何枢が書いた[1]。